# یواس‌اس اچ-۲ (اس‌اس-۲۹)
یواس‌اس اچ-۲ (اس‌اس-۲۹) (به انگلیسی: USS H-2 (SS-29)) یک زیردریایی بود که طول آن ۱۵۰ فوت ۴ اینچ (۴۵٫۸۲ متر) بود. این زیردریایی در سال ۱۹۱۳ ساخته شد.